# Циркуше-в-Тухиню
Циркуше-в-Тухиню (словен. Cirkuše v Tuhinju) — поселення в общині Камник, Осреднєсловенський регіон, Словенія. Висота над рівнем моря: 589,8 м.